# 마크 햅카

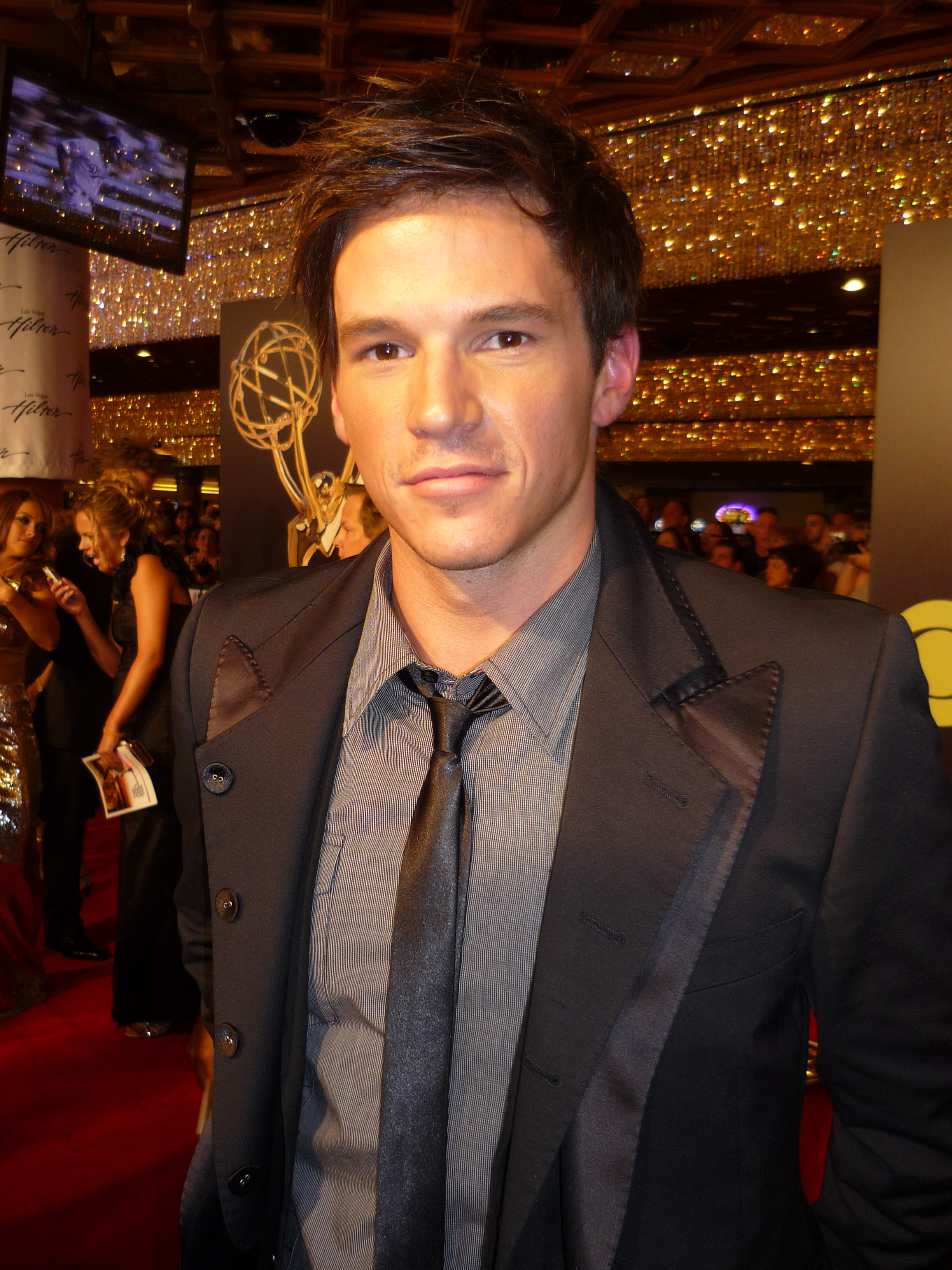

마크 햅카(Mark Hapka, 1982년 5월 29일 ~ )는 미국의 배우, 텔레비전 배우이다.
버펄로에서 태어났다.

## 영화
- 어 밀리언 해피 나우스 (2017년)
- 패치워크 (2015년)
- 패러럴즈 (2015년)
- 23 블래스트 (2014년) - 트래비스 프리맨 역
- 스크램블드 (2014년) - 휴고 역
- 얼터제이스트 (2013년)
- 미드겟츠 Vs. 마스코츠 (2009년)
- 부라더 2018 (2007년) - 마크 역
- 고스트 위스퍼러 시즌1 (2005년)
- 우리 생애 나날들 (1965년)